# Olivier Pont
Olivier Pont (Le Blanc-Mesnil, 18 de junho de 1969) é um cineasta francês. Como reconhecimento, foi nomeado ao Oscar 2009 na categoria de Melhor Curta-metragem por Manon sur le bitume.